# Prelatura territorial de Xingu
La prelatura territorial de Xingu o de Xingú (en latín: Praelatura Territorialis Xinguensis y en portugués: Prelazia Territorial de Xingu) fue una circunscripción eclesiástica de la Iglesia católica en Brasil. Se trataba de una prelatura territorial latina, sufragánea de la arquidiócesis de Belém do Pará. Fue suprimida el 6 de noviembre de 2019. 

## Territorio y organización
La prelatura territorial tenía 368 086 km² y extendía su jurisdicción sobre los fieles católicos de rito latino residentes en la parte centro-sur del estado de Pará, comprendiendo los municipios de: Altamira, Anapu, Bannach, Brasil Novo, Cumaru do Norte, Gurupá, Medicilândia, Ourilândia do Norte, Placas, Porto de Moz, São Félix do Xingu, Senador José Porfírio, Tucumã, Uruará y Vitória do Xingu.
La sede de la prelatura territorial se encontraba en la ciudad de Altamira, en donde halla la en donde se halla la Catedral del Sagrado Corazón de Jesús, hoy catedral de la diócesis de Xingu-Altamira.
En 2016 en la prelatura territorial existían 15 parroquias agrupadas en 6 regiones pastorales.

## Historia
La prelatura territorial fue erigida el 16 de agosto de 1934 mediante la bula Animarum bonum del papa Pío XI, derivando su territorio de la arquidiócesis de Belém do Pará, de la prelatura territorial de Santíssima Conceição do Araguaia (hoy diócesis de Marabá) y de la prelatura territorial de Santarén (hoy arquidiócesis de Santarén).
El 6 de noviembre de 2019, mediante dos bulas separadas, fue suprimido por el papa Francisco y su territorio fue dividido entre la diócesis de Xingu-Altamira (bula Tamquam fidei nomen) y la prelatura territorial de Alto Xingu-Tucumã (bula Super humanas vires).

## Estadísticas
Según el Anuario Pontificio 2017 la prelatura territorial tenía a fines de 2016 un total de 382 624 fieles bautizados.
| Año                                                                             | Población            | Población | Población      | Sacerdotes | Sacerdotes    | Sacerdotes    | Bautizados por sacerdote | Diáconos permanentes | Religiosos | Religiosos | Parroquias |
| Año                                                                             | Bautizados católicos | Total     | % de católicos | Total      | Clero secular | Clero regular | Bautizados por sacerdote | Diáconos permanentes | Varones    | Mujeres    | Parroquias |
| ------------------------------------------------------------------------------- | -------------------- | --------- | -------------- | ---------- | ------------- | ------------- | ------------------------ | -------------------- | ---------- | ---------- | ---------- |
| 1950                                                                            | 17 000               | 17 500    | 97.1           | 6          |               | 6             | 2833                     |                      |            | 3          | 4          |
| 1966                                                                            | 34 857               | 35 857    | 97.2           | 5          |               | 5             | 6971                     |                      | 8          | 9          | 4          |
| 1968                                                                            | 35 000               | 36 000    | 97.2           | 7          | 2             | 5             | 5000                     |                      | 9          | 8          | 2          |
| 1976                                                                            | 65 000               | 80 000    | 81.3           | 10         | 4             | 6             | 6500                     |                      | 12         | 13         | 36         |
| 1977                                                                            | 38 000               | 45 000    | 84.4           | 14         | 4             | 10            | 2714                     | 1                    | 21         | 24         | 11         |
| 1990                                                                            | 202 000              | 204 000   | 99.0           | 16         | 5             | 11            | 12 625                   |                      | 19         | 45         | 11         |
| 1999                                                                            | 300 000              | 374 000   | 80.2           | 22         | 9             | 13            | 13 636                   |                      | 22         | 44         | 12         |
| 2000                                                                            | 300 000              | 380 000   | 78.9           | 23         | 10            | 13            | 13 043                   |                      | 22         | 46         | 12         |
| 2001                                                                            | 210 000              | 392 211   | 53.5           | 27         | 11            | 16            | 7777                     | 1                    | 28         | 43         | 12         |
| 2002                                                                            | 311 000              | 395 000   | 78.7           | 28         | 12            | 16            | 11 107                   | 1                    | 28         | 38         | 12         |
| 2003                                                                            | 318 000              | 397 500   | 80.0           | 24         | 12            | 12            | 13 250                   |                      | 22         | 45         | 12         |
| 2004                                                                            | 320 000              | 397 500   | 80.5           | 24         | 14            | 10            | 13 333                   |                      | 15         | 39         | 12         |
| 2013                                                                            | 330 000              | 429 000   | 76.9           | 30         | 17            | 13            | 11 000                   |                      | 27         | 40         | 15         |
| 2016                                                                            | 382 624              | 551 374   | 69.4           | 33         | 16            | 17            | 11 594                   |                      | 24         | 41         | 15         |
| Fuente: Catholic-Hierarchy, que a su vez toma los datos del Anuario Pontificio. |                      |           |                |            |               |               |                          |                      |            |            |            |

## Episcopologio
- Sede vacante (1934-1948)

- Clemente Geiger, C.PP.S. † (17 de enero de 1948-26 de abril de 1971 renunció)
- Eurico Kräutler, C.PP.S. † (26 de abril de 1971-2 de septiembre de 1981 retirado)
- Erwin Kräutler, C.PP.S. (2 de septiembre de 1981 por sucesión-23 de diciembre de 2015 retirado)
- João Muniz Alves, O.F.M. (23 de diciembre de 2015-6 de noviembre de 2019 nombrado obispo de Xingu-Altamira)

## Nota
1. ↑  Durante el período de sede vacante, la prelatura territorial fue gobernada por dos administradores apostólicos: Amando Bahlmann, O.F.M. (1934-1935) y Clemente Geiger, C.PP.S. (1935-1948).